# Волтоне (Витербо)
Волтоне је насеље у Италији у округу Витербо, региону Лацио.
Према процени из 2011. у насељу је живело 133 становника. Насеље се налази на надморској висини од 2 м.